# Hasanboy Doʻsmatov
Hasanboy Doʻsmatov (también escrito como Hasanboy Dusmatov; Andijon, 24 de junio de 1993) es un deportista uzbeko que compite en boxeo.
Participó en dos Juegos Olímpicos de Verano, obteniendo dos medallas de oro en Río de Janeiro 2016 (49 kg) y París 2024 (51 kg). Ganó dos medallas en el Campeonato Mundial de Boxeo Aficionado, en los años 2017 y 2023.

## Palmarés internacional
| Juegos Olímpicos   | Juegos Olímpicos        | Juegos Olímpicos | Juegos Olímpicos |
| Año                | Lugar                   | Medalla          | Categoría        |
| ------------------ | ----------------------- | ---------------- | ---------------- |
| 2016               | Río de Janeiro (Brasil) | Medalla de oro   | 49 kg            |
| 2024               | París (Francia)         | Medalla de oro   | 51 kg            |
| Campeonato Mundial |                         |                  |                  |
| Año                | Lugar                   | Medalla          | Categoría        |
| 2017               | Hamburgo (Alemania)     | Medalla de plata | 49 kg            |
| 2023               | Taskent (Uzbekistán)    | Medalla de oro   | 51 kg            |